# 武田明神
武田明神（たけだみょうじん、1977年3月22日 - ）は、日本のお笑い芸人。元弾丸ジャッキーの主にツッコミ担当。旧芸名はテキサス。所属事務所はニュースタッフプロダクション。本名：武田 圭二。

## 来歴
新居浜市立金栄小学校、新居浜市立新居浜南中学校 卒業。
中学卒業後、陸上自衛隊に入隊しレンジャー隊員となった。射撃は善通寺駐屯地3位でレンジャー隊員の中でも成績上位者だった。
自衛隊を除隊後は、スタントマンになるべく上京し、アクションクラブに2年くらい所属していたが、「裏方よりも表に」と思い芸人を志すようになる。
2003年、バイト仲間だった松雪オラキオ（のちにオラキオに改名）に誘われ、お笑いコンビ「弾丸ジャッキー」を結成。
2013年、「武田 テキサス」から「テキサス」に改名。
2016年3月末で弾丸ジャッキーを解散。所属事務所に残りピン芸人として活動を開始。現在は舞台俳優として活動している。
2022年、「テキサス」から「武田明神」に改名。

## 人物

### 交友関係
デンジャラスのノッチは、新居浜南中学校の先輩にあたり、テキサスより11年前に卒業したという。